# История китайской армии
История китайской армии может быть прослежена приблизительно с 2200 г. до н. э.. На её развитие значительное влияние оказали кочевники.
Ранние китайские вооружённые формирования использовали колесницы и бронзовое оружие. Они были незначительны по численности и отличались плохой боеспособностью. В период Сражающихся царств одновременно с образованием централизованного государства произошло значительное усиление армии, появление железного оружия, самострелов и кавалерии. Ханьская империя держала многочисленную армию, которая, однако, часто терпела поражения от кочевников. Её распад мотивировал военное усиление конкурировавших государств на китайской территории, как китайских, так и «варварских». Эпоха империи Тан, состоявшей в многообразных контактах с некитайскими государствами, стала кульминацией военной мощи имперского Китая, однако эта мощь привела к распаду самой империи, её породившей. Как следствие, в период Сун армия была ослаблена из-за подозрительного отношения к ней государства, что способствовало быстрому завоеванию Китая монголами в XIII веке. С тех пор китайская армия оставалась ослабленной, хотя монгольская династия была в свою очередь свергнута в XIV веке. В XVII веке Китай был завоёван маньчжурами, основавшими династию Цин; военная организация некитайского происхождения стала организационным принципом всего административного уклада империи. Несмотря на это, «золотой век Цин» (долгий период стабильности) привел к потере военной мощи и технологическому застою. В XIX веке конфликты с европейскими государствами и модернизированной Японией стали одним из ключевых факторов распада Китайской империи.

## История

### Ранняя история (2100—479 г. до н. э.)
Ранние китайские армии были небольшими по численности. Они набирались из крестьян, зависимых от царя или феодала, и были довольно плохо снабжены. Ядро войск составляли боевые колесницы, а основную массу — пехота. Воины были вооружены бронзовым оружием, но плохо обучены. Не было и упорядоченного снабжения армии во время походов, поэтому нередко приходилось возвращать войска, отказываясь от завоеваний.
Несмотря на недостатки, эти армии позволили расширить границы Китая на севере, одержать ряд побед над дунху на востоке и юге и защитить западные границы от набегов сижунов. После распада династии Чжоу, в 771 г. до н. э. сижуны захватили столицу Китая Гаоцзин, и страна распалась на множество отдельных государств. Частые междоусобные войны привели к росту боеспособности их войск и появлению профессиональных армий.

### Период Сражающихся царств(479—221 г. до н. э.)
Мелкие государства, на которые распался Китай, объединились, составив несколько крупных централизованных государств. Было уменьшено влияние аристократии, и командующие войсками стали назначаться с учётом их заслуг, а не происхождения. Получает распространение новое, железное оружие, и самострелы. Всё это привело к созданию многочисленных профессиональных постоянных армий и организации их снабжения. В результате возникла централизованная военная система, в которой армии находились под командованием профессиональных генералов, подотчётных царю.
В этот период в Китае появился новый род войск — конница. Первое упоминание о ней относится к битве при Малин (342 г. до н. э.), в которой вэйский генерал Пан Цзюань с отрядом конницы численностью до 5000 попал в засаду лучников Ци. В 307 г. до н. э. царь Улин-ван (Чжао) приказал использовать кочевническое снаряжение для обучения своих конных лучников.

### ДинастииЦиньиХань(221 г. до н. э. — 184 г. н. э.)
В 221 г. до н. э. Китай был объединён в империю Цинь, которая через 15 лет стала империей Хань. Китай столкнулся с новой угрозой — кочевниками хунну на севере, для защиты от которых была построена Великая Китайская стена. На юге же велась завоевательная политика, в результате которой площадь страны была увеличена почти вдвое.
Конница в этот период приобретает всё более важное значение, что было связано с влиянием кочевников. Император У-ди начал походы против хунну, сумел одержать над ними победу и завоевать многие северные земли. Китайские войска должны были охранять новые территории от вражеских вторжений и от восстаний покорённых народов — таких, как цян, сяньби и хунну.
Если в Цинь производились наборы людей на военную службу, то в Восточной Хань значительную часть армии составляли добровольцы и за определённую плату службы можно было избежать. Дававшие правительству запасы, коней или рабов также освобождались от службы.

### ДинастииВэйиЦзинь(184—304 г. н. э.)
В конце периода Хань произошли массовые крестьянские восстания, которые были подавлены местными правителями. Они воспользовались этим для создания собственных армий. В результате централизованная армия распалась на несколько отрядов, возглавляемых местными командующими, которые боролись друг с другом за власть до тех пор, пока под командованием Цао Цао не была объединена основная часть северного Китая, основавшего царство Вэй. Южный Китай был объединён в два царства — Шу и У. Поэтому данный период получил название Троецарствие.
По сравнению с периодом Хань, вооружённые силы царства Вэй претерпели сильные изменения. Профессия военного стала наследственной повинностью. После смерти солдата или командира должность наследовал его родственник. Провинциальные армии стали основной частью войск, а центральная армия играла роль резерва. Эта военная система сохранялась и в период Цзинь, ознаменовавшийся объединением Китая.
В эти периоды были введены некоторые новшества — например, появление стремян увеличило эффективность конницы.

### Эпоха разделения (304—589 г.)
В 304 году в Китае шла гражданская война, ослабившая страну. Пользуясь этой возможностью, «варварские» народы вторглись и захватили Северный Китай, основав свои государства. К 316 году царство Цзинь потеряло все земли к северу от р. Хуанхэ. В дальнейшем вооружённые силы Северного и Южного Китая развивались своими путями.
Основной силой армии Северного Китая была конница кочевников-завоевателей. Китайцы составляли пехоту. Позднее многие государства, созданные кочевниками, были уничтожены Южным Китаем, возвратившем значительную часть территорий. Вторжение сяньби произошло в V веке, и к 468 году ими был завоёван весь Северный Китай. Они создали военную систему фубин 府兵, сформировав штабы. Каждый штаб командовал приблизительно тысячей крестьян-солдат, мобилизовывавшихся в военное время, а в мирное живших на самообеспечении на выданных им земельных участках.
В армии Южного Китая сохранялась наследственная служба. Однако там усиливалось влияние крупных феодалов, означавшее политическую нестабильность. Это не мешало одерживать южнокитайской армии крупные победы.

### ДинастииСуйиТан(589—907 г.)
В 581 году основатель династии Суй Ян Цзянь, свергнув правителя сяньби, становится правителем всего Северного Китая, а к 589 под своей властью объединяет Северный и Южный Китай. Армия была основана на системе фубин, введённой сяньби. Она позволила восстановить границы Китая в пределах периода Хань. В период Тан были сформированы крупные отряды тяжёлой пехоты. Основным родом войск оставалась конница. Важную роль продолжали играть арбалеты. Были основаны школы для подготовки командного состава.
Однако в период Тан государственные земли стали скупаться, и государство утратило возможность предоставлять земли крестьянам-воинам, таким образом, разрушилась система фубин. В VIII веке была предпринята попытка установить централизованную военную систему, однако она не удалась, а кризис усугубил мятеж Ань Лушаня. Он привёл к резкому усилению власти местных генералов, содержавших свои армии. В результате династия Тан пала, а местные генералы основали удельные царства.

### ДинастияСун(960—1279 г.)
Основатель династии Чжао Куанъинь сумел собрать крупных генералов под своё командование, централизовав государство и армию. В обмен на стабильность, они согласились принять чин генерал-губернаторов. Наследственный характер военной профессии был упразднён. Это позволило избежать восстаний. Однако это отрицательно сказалось на обороноспособности страны. Империя существовала под постоянной угрозой с Севера и Запада: эволюция некитайских племён привела к созданию крупных государств (киданьское г-во Ляо, тангутская империя Си Ся, чжурчжэньская Цзинь), вступивших в культурное и военное соперничество с Сун. Численность китайской армии для защиты от них была значительно увеличена и, по мнению некоторых историков, могла превзойти миллион человек. Некитайские государства с мощными кочевническими традициями обладали преимуществом в использовании кавалерии, однако Сун, опираясь на активно развивающуюся экономическую систему, стремилась поддерживать пограничный мир путём товарного обмена (данническая система чаогун) и дипломатии. Одновременно распространились новые военные технологии. К ним относилось пороховое оружие: «огненное копьё», чугунные бомбы и ракеты; был также создан постоянный военно-морской флот. Успех оборонной политики был только частичным: в 1127 империя Цзинь захватила сунскую столицу и пленила императора Хуэйцзуна. Тем не менее, династия устояла и смогла оказывать сопротивление вплоть до монгольской оккупации.

### ДинастияЮань(1279—1368 г.)
Китайская армия была разгромлена монголами, основавшими династию Юань. Многие китайцы помогали монголам в создании и обслуживании военно-морского флота, а также служили в монгольских войсках, помогав им в дальнейшем завоевании Китая и других государств. Завоеватели не только частично переняли военный опыт Китая, но и сами оказали на него влияние. Они стали использовать пороховое оружие; а в исламском мире познакомились с требушетами, которые применили в Китае.
См. en:Xanadu Gun про первую пушку.

### ДинастияМин(1368—1662 г.)
После периода повстанческих войн, к 1368 году монгольская династия Юань была свергнута. Новое правительство старалось создать регулярную армию, способную противостоять вражеским набегам. В царствие Юнлэ территория Китая расширилась за счёт новых завоеваний, также были совершены морские экспедиции в Юго-восточную Азию и Индийский океан. Особенное развитие получило пороховое, и, в частности, огнестрельное оружие (при поддержке католических миссионеров).
Была организована новая военная система. Армия была разделена на множество подразделений «вэй», дислоцированных по границе Китая. Каждое подразделение жило на самообеспечении, занимаясь сельским хозяйством и военной подготовкой. Однако эта система оказалась неприспособленной к долговременному функционированию, к 1430-м годам от неё пришлось отказаться и вернуться к профессиональной добровольческой армии.
Китайская армия этого периода проявляла высокую боеспособность. Однако малый ледниковый период в XVII веке привёл к катастрофическому голоду, в результате которого значительная часть вооружённых сил распалась.
В 1620-х годах была составлена крупнейшая военная энциклопедия старого Китая «Убэй чжи».

### ДинастияЦин(1662—1911 г.)
В 1645 году в Китае установилась маньчжурская династия Цин, а к 1683 завершается маньчжурское завоевание Китая. Военная система была построена по маньчжурскому образцу — Восьмизнамённой системе, в армию так же были включены китайские части, известные как войска Зелёного знамени, а также насильно зачислено большое число китайцев и корейцев. Огнестрельное оружие в Цинском Китае пришло в сильный упадок, а конница составила гораздо большую часть вооружённых сил, чем до этого.
Цинские войска успешно действовали в различных направлениях, позволили вновь присоединить большую часть Монголии и Синьцзяна, усилить контроль над Тибетом. Во второй половине XVII века они столкнулись с русскими отрядами в приграничных конфликтах. А в XIX веке произошло несколько войн с армиями европейских стран, которые показали, что цинская армия существенно проигрывает им в боеспособности. Это вынудило сформировать «новые армии» по европейским стандартам. Они состояли, преимущественно, из китайцев, и возглавлялись китайскими командирами, таким образом, их появление ослабило позиции маньчжуров. В 1911 году началась Синьхайская революция, которая привела к свержению династии Цин и образованию Китайской республики.

## Философия
Хотя согласно традиционной китайской философии лучшим решением конфликта является мирное урегулирование, в Китае сформировалась определённая философия войны. Было написано несколько трактатов, самым известным из которых является «Искусство войны» мыслителя Сунь-цзы. Другим известным трактатом является «Тридцать шесть стратагем». В Китае развитие получили боевые искусства.

## Вооружение

### Контактное оружие
Раннее оружие делалось из бронзы, в период Сражающихся царств оно начинает вытесняться железным оружием. В 1978 году в Чанше был найден железный меч, датируемый 500 годом до н. э., сделанный в период Весны и Осени.
Бронзовые кинжалы в Китае появились лишь в конце II тысячелетия и поначалу встречались редко. К середине I тысячелетия до н. э. они получают широкое распространение и разнообразие. К этому же времени удлинение клинка кинжалов привело к появлению мечей, большинство находок которых сосредоточено на территории царства Чу. Их длина составляла 60—80 см. В конце IV—III в. до н. э. длина мечей увеличивается, преимущественно на северо-востоке получают распространение железные мечи. Появляются двуручные рукояти.
Боевой топор — один из древнейших видов оружия, каменные топоры использовались ещё со времён неолита. Бронзовые навершия топоров поначалу вставлялись в пропил в рукояти; со второй половины II — начала I тысячелетия до н. э. под степным влиянием в Китае появились навершия с проушиной. Типичные топоры имели трапециевидное полотно и скруглённое лезвие, с конца II тысячелетия до н. э. появляются топоры более сложных форм. Со степным влиянием связано боевое применение кельтов в первой половине I тысячелетия до н. э..
Каменные чеканы известны на территории Китая ещё в неолитическом и энеолитическом периодах. Бронзовые чеканы гэ с ланцетовидным клювом получают широкое распространение с середины II тысячелетия до н. э.. Длина их рукояти составляла от метра до высоты человеческого роста. Появление чеканов цюй в Китае с XIII—XI в. до н. э. связано с Центральной Азией. Они отличались листовидным клювом и трубчатым проухом. Гэ и цюй широко использовались и в течение I тысячелетия до н. э., но короткодревковые чеканы постепенно выходят из употребления.
Булавы с каменными навершиями были широко распространены в неолите и эпохе ранней бронзы, после чего быстро исчезают в связи с появлением новых видов оружия. Изредка встречались бронзовые булавы, X в. до н. э. датируется бронзовый шестопёр. На северо-востоке КНР и соседних территориях были найдены каменные и бронзовые навершия булав сплющенной, дисковидной и звёздчатой формы, что свидетельствует о их применении в этом регионе в течение I тысячелетия до н. э..
Копьё является более древним оружием, чем топор. В период Инь массивные копья применялись в пехоте, а в раннем Чжоу копья иногда применялись колесничными воинами.
Начиная с конца I — начала II тысячелетия до н. э. в Китае появляется нестандартное древковое оружие. Его первыми примерами были соединения чекана и копья, чекана и топора. Также встречались двойные чеканы. К середине I тысячелетия до н. э. сформировались: шу — копьё с булавой, и цзи — наконечник которого совмещал остриё копья и выступ чекана, или же копейный наконечник насаживался отдельно. К III в. до н. э. распространяются железные цзи, наконечники увеличиваются в длину и получают более сложные и разнообразные формы. В это же время отдельные варианты цзи были взяты на вооружение конницей.

### Метательное оружие
В течение всего I тысячелетия до н. э. в Китае применялись сформировавшиеся на основе местных традиций сложносоставные рефлексивные луки, достигавшие 140 см. Они составлялись из разных пород дерева, бамбука, рога, волокн. Возможно, от китайских произошли скифские луки. Китайцы с древних времём стреляли из лука «монгольским» способом, о чём свидетельствуют различные источники, в том числе — нефритовые кольца для стрельбы.
Около середины I тысячелетия до н. э. в Китае (в землях царства Чу) был изобретён самострел. Он отличался бронзовым спусковым устройством — коробочкой, в которой располагались зацепные зубья, совмещённые с прицельным выступом, спусковым крючком и эксцентриковой планкой. Такая система без изменений применялась в течение тысячелетия. Деревянная ложа достигала в длину 75—85 см, луковища — 75—120 см, последние составлялись из слоёв дерева и бамбука и обматывались волокнами и сухожилиями. Тетиву натягивали руками, лёжа на спине и упираясь ногами в кибить.

### Пороховое оружие
Порох был изобретён в X в. н. э. в результате смешивания селитры, серы и древесного угля и был назван «хояо» — огненное зелье. Вскоре он получил военное применение — первым свидетельством об этом является доклад «Об основах военного дела», переданный императору Жэньцзуну своим приближённым в 1044 году. В нём упоминается 3 рецепта пороха — два первых предназначались для создания зажигательных бомб, пригодных для метания осадными машинами, а третий — для дымовой бомбы. Эти рецепты были рассчитаны на горение, а не на взрыв, поэтому отличались низким содержанием селитры. К 1083 году массовым стало применение зажигательных стрел, снабжённых завёрнутым в бумагу комком пороха «размером с гранат», запечатанным сосновой смолой. Для метания из орудий использовались заполненные порохом металлические шары с отверстиями. В сентябре 1126 года пороховое оружие помогло китайцам, оборонявшим Кайфын от чжурчжэней. Кроме пороховых стрел, они применили «громовые бомбы», содержащие 1—2 кг слабого пороха. В результате взрыва этих «бомб» получался громкий хлопок и возникал дым, что оказывало психологическое воздействие на противника. В результате «множество их бежало, воя от страха». Однако чжурчжэни вскоре покорили Северный Китай и к 1150 году уже сами освоили производство селитры.
К 1231 году, когда на Китай напали монголы, китайцы уже применяли порох, содержащий достаточное количество селитры, чтобы при возгорании произошёл мощный взрыв. «Потрясающие небеса громовые бомбы» имели железную оболочку. По словам современников, их взрыв накрывал площадь диаметром 35 м, осколки пробивали железные доспехи, а грохот было слышно за 50 км. Громовая бомба была использована при обороне города Кайфын уже от монголов, находящихся под навесами из воловьей кожи — по словам хрониста «нападающие были все разорваны в куски, так что даже и следа от них не осталось». Кроме бомб, китайцы применяли новый вид порохового оружия — «огненное копьё». Оно представляло собой копьё, за наконечником которого была закреплена трубка длиной около 60 см из бамбука или бумаги, обмотанная верёвкой и заполненная пороховой смесью. При поджигании из неё в течение 5 минут источалось пламя на расстояние около 1,8 м. Но это оружие не позволило противостоять захвату Северного Китая. В 1257 году чиновник из Южной Сун жаловался, что в арсеналах не хватает современного оружия, особенно железных бомб и огненных стрел. Монголы, вскоре покорившие и Южный Китай, переняли пороховое оружие и поощряли его развитие.
В XIII—XIV веках появилось множество разновидностей бомб. Вероятно, с середины XIII века стали использоваться ракеты. Ракета представляла собой трубку, заполненную порохом, при зажигании которого создавалась реактивная тяга и зажигательный снаряд доставлялся на значительное расстояние. Трубки «огненных копий» стали делать из железа, а также для увеличения эффективности заполнять осколками, вылетающими при воспламенении с большой скоростью. Это означало появление первых образцов огнестрельного оружия. «Побивающее врагов пронизывающее копье» имело железный ствол длиной почти 1 метр, закреплённый на древке около 60 см. Позднее размер подобных орудий ещё увеличился, они стали устанавливаться на деревянные рамы или повозки и получили название «извергатели». К концу XIII века они стали использоваться для стрельбы снарядами, таким образом появились первые пушки. Самая древняя из сохранившихся подобных пушек датируется приблизительно 1288 годом. Сохранилась китайская бронзовая ручница 1332 года длиной 30 см и массой 3,6 кг. В битве под Ханчжоу 1359 года между династиями Мин и Юань противники были хорошо оснащены огнестрельным оружием. При династии Мин оно продолжало развиваться. От середины XV века сохранились сотни артиллерийских орудий, которые могли стрелять каменными и металлическими ядрами. Существовали пушки, стреляющие свинцовой дробью. При династии Цин огнестрельное оружие приходит в упадок.

### Защитное вооружение
В Древнем Китае были известны ламеллярные доспехи. Прямоугольные костяные пластины от них 7—10 на 1,5—3 см с четырьмя и более отверстиями при раскопках неолитических памятников второй половины III — первой половины II тысячелетия до н. э. севернее Янцзы встречаются весьма часто. Однако они могли не только сплетаться между собой, но и нашиваться на мягкую основу. В Шаньцунлине были найдены остатки ламелляра VIII—VII в. до н. э., костяные пластины которого аналогичны неолитическим. Тип покроя этих доспехов — «корсет-кираса», их нижний край доходил до пояса, а иногда, возможно, и до колен. Множество остатков ламелляров и их изображений, датируемых IV—V в. до н. э., происходят с территории царства Чу. Их покрой — в виде кафтана с высоким воротником и укороченными широкими нарукавьями. Эти доспехи плелись из прямоугольных пластин из твёрдой лакированной кожи, которые соединялись кожаной тесьмой. В письменных источниках до эпохи Хань упоминаются только роговые, костяные и кожаные (в частности — из кожи буйволов) доспехи, а лучшими называются доспехи из кожи носорога.
В поздней Инь и раннем Чжоу — XIII—VIII в. до н. э. — в Китае применялись доспехи с кожаной основой, усиленной прикреплёнными к ней крупными бронзовыми пластинами. Найденные пластины периода Инь имеют длину 30—40 см, ширину 20—30 см и снабжены отверстиями для ремешков. Характерно то, что находки были отлиты в виде «личин» Тао-тье — такие доспехи использовались только воинами высшего ранга. Сохранился также нагрудник «корсета-кирасы» периода раннего Чжоу, состоящий из двух отлитых из бронзы половин — вероятно, боковые и задняя часть этого доспеха были кожаными, и к ним крепились эти половины, таким образом, доспех был распашной.
Боевые наголовья, как и доспехи, могли изготавляться из кожи. Бронзовые шлемы появились около XIII в. до н. э. (Шан-Инь), древнейшие найдены в одном царском погребении в Аньяне, а их около 140. По форме они близки к яйцеобразной с немного оттянутой назад макушкой, на которой — маленькая втулка для плюмажа, имеют подпрямоугольный вырез для лица, а на лобной части имеют декоративное изображения мифического получеловека-полуживотного, т. н. "Таоте" (饕餮). Сохранилась китайская бронзовая антропоморфная личина XIII—XII в. до н. э., являющаяся древнейшей в мире. Примерно с X века до н. э. в Китае получают распространение шлемы кубанского типа. IV—III в. до н. э. датируется бронзовый сфероконический шлем (без обратного изгиба), найденный в центре царства Шу. Самый древний китайский железный шлем датируется III в. до н. э. и был найден на городище Сяду северо-восточного царства Янь. Этот капюшоновидный шлем изготовлен из множества небольших подквадратных железных пластинок, а на макушке снабжён круглой, почти плоской пластиной.
Щиты в Китае фиксируются с XIII в. до н. э. по рисуночной письменности, а XII—XI в. до н. э. датируется каркас щита из погребения в Аньяне. Они имеют прямоугольную форму, каркас из рамы и перекрещенных в центре жердей либо одной вертикальной жерди, выходящей за пределы щита. Они затягивались циновкой и покрывались кожей, и могли усиливаться круглыми умбонами. К XI—VIII векам до н. э. эти щиты немного модифицируются. В середине I тысячелетия до н. э. верхний край щитов вместо прямоугольного приобретает сложные формы. Щиты делались как из обтянутого кожей дерева, так и из твёрдой кожи, и достигали 70 см в высоту.